# 黄龙寺摩岩石刻
黄龙寺摩岩石刻位于中国江西省庐山，位于牯岭西南，黄龙寺周边。
黄龙寺及周边有大量历代摩崖石刻，黄龙寺摩岩石刻已于1959年列为江西省文物保护单位。
1. “黄龙山”三字，楷体，宋黄庭坚书
2. “灵源”二字，行书，黄龙寺前，灵源桥头
3. “法窟”二字。黄庭坚书
4. “三关”二字，宋黄庭坚书
5. “翠云洞”三字，
6. “张颜几、黄叔豹、叔敖、楙，来谒长老清公，时堂中有众五百人。建炎己酉二月甲子。”
7. “韩驹駓驰来游”